# 林敏生
林敏生（1934年—1997年6月22日），臺灣律師和司法改革者，台灣國際專利法律事務所創辦人和主持律師，曾任職臺北律師公會理事長。

## 生平[2]

### 早年經歷
1934年林敏生出生於臺北市大龍峒。父林春雨、母林吳阿金，均任教職，育4子3女，林敏生為次子。1939年始就讀於大正幼稚園，隔年就讀壽尋常小學校，即今之臺北市萬華區西門國小接受日治時期教育，因而具備日語基礎。1945年2月，小學校因當時戰事嚴峻之故而停課六個月，林敏生遂與家人回鄉下避難。同年10月國民政府代表盟軍接收台灣，學校復課後改以中文教育。1946年林敏生就讀建國中學初中部，三年後直升高中部。1952年考取並就讀於臺灣大學法律學系至1956年畢業。服役期間亦相繼考取公務員行政官和律師高考。退伍後即加入陳茂春律師事務所實習。1959年，林敏生始獨立承攬案源，與陳茂春合署辦公，開始為期十二年的償債生涯。隔年取得經濟部中央標準局專利代理人證書。1963年於自宅一樓客廳成立林敏生律師事務所。隔年結婚，育有三子。

### 成立事務所
1965年元月，林敏生將事務所遷至中山北路，正式成立台灣國際專利法律事務所。1969年赴歐美及日本拓展商務，並於義大利威尼斯參加第二十七屆國際保護知識產權大會。1970元月，正式償還完所有債務。是年4月，林敏生受亞洲專利代理人協會派任，首次以觀察員身份代表臺灣出席世界智慧財產權組織在華府召開的年會。1971年5月，赴東南亞鼓吹香港、泰國、新加坡及馬來西亞等地的專利代理人參加亞洲專利代理人協會。同年7月，亞洲專利代理人協會中華民國分會在臺北召開，林敏生擔任駐會常務理事。1972年10月，重組台灣國際專利法律事務所，並於1975年在日本東京成立辦事處。1980年，台灣國際專利法律事務所遷至偉成大樓。隔年籌組北區臺大律師聯誼會，林敏生為首任總幹事。1982年10月，林敏生在泰國舉行的亞洲專利代理人大會上獲選為副會長，之後多次連任。1987年6月，接任亞洲專利代理人協會臺北分會會長。1988年，推動協會修改章程，使臺灣取得穩定參加地位。1989年10月，與美、日等國律師籌設泛太平洋律師聯合會。12月，臺大法學基金會成立，林敏生就任首任臺大法學基金會董事長。

### 司法改革與台獨運動
1990年4月，文學校聯合團於臺北律師公會理監事選舉大獲全勝，林敏生出任臺北律師公會理事長。5月，擔任司法改革聯盟主任委員。6月，主導臺北律師公會提出十項憲政改革要求。1991年5月，聲援臺灣獨立運動率領律師界首次組團參加520反政治迫害大遊行，並於6月推動修正律師法。1992年11月，透過臺大法學基金會邀請彭明敏返台演講。12月邀請彭明敏入住淡水寓所。隔年4月擔任泛太平洋律師協會會長，並於臺北召開年度大會。8月，林敏生出任律師公會全國聯合會理事長。1994年4月出任全聯會律師職前訓練所所長負責辦理第二期律師職前訓練。7月主持首屆全國律師大會。1995年元月，台灣國際專利法律事務所三十週年慶論文發表會暨晚宴在東京盛大舉行，超過850位來賓參與，林敏生於會上宣布將全部禮金300萬日圓捐予神戶震災受難者。3月，律師公會全聯會、國策中心、臺北律師公會、臺灣法學會合力舉辦民間司法改革會議。8月，捐款新台幣500萬元資助臺北律師公會會館籌建。11月，成立民間司法改革基金會籌備處，林敏生擔任籌備董事長。

### 晚年
1996年4月林敏生協助彭明敏成立建國會，並提供事務所的辦公室供其使用。12月，協助建國會召開台灣國家發展會議。1997年5月，民間司法改革基金會正式成立，林敏生擔任首任董事長，並率領基金會與相關單位和團體，要求總統李登輝召開全國司法會議。同月，赴馬來西亞吉隆坡參加泛太平洋律師聯合大會。6月，成立英國牛津大學林敏生會館。22日，因肝病辭世。

## 家庭
- 妻：李秀卿，與林敏生同為臺灣大學法律學系畢業。
  - 長子：林志剛，就讀輔仁大學法律學系，於1992年律師高考及格後接掌父親的台灣國際專利法律事務所。
  - 次子：林志青。
  - 三子：林志洋。

## 外部連結
- 台灣國際專利法律事務所 （页面存档备份，存于）
- 續修臺北市志人物志－政治與經濟篇 （页面存档备份，存于）